# ポアンカレ・ベンディクソンの定理

ポアンカレ・ベンディクソンの定理によれば、平面上の極限集合は(1)平衡点、(2)周期軌道、(3)複数の平衡点とそれらを繋ぐ軌道のいずれかとなる

ポアンカレ・ベンディクソンの定理（ポアンカレ・ベンディクソンのていり、Poincaré–Bendixsonの定理）とは、平面上の連続力学系あるいは自励的常微分方程式系では、有界な軌道が時間経過後に最終的に落ち着く先は、平衡点を含まなければ周期軌道であることを述べる数学の定理である。19世紀末にアンリ・ポアンカレが発表し、後の20世紀初頭にイーヴァル・オット・ベンディクソンがより厳密・一般化した形で証明して発表した。
与えられた系の周期軌道の存在を明確にすることは一般的に難しいが、ポアンカレ・ベンディクソンの定理はその手法を与える希少なものの一つである。また、定理の帰結として、このような平面の系で状態変数が収束する先は、本質的に平面上の1点（平衡点）または閉曲線（周期軌道）のいずれかに限られ、より複雑な振る舞いはないことを意味する。極限集合の概念を使うと、平面上の極限集合は(1)平衡点、(2)周期軌道、(3)複数の平衡点とそれらを繋ぐ軌道の3種に限られることが言える。ただし、定理が成立する根本的理由の一つが、平面上ではジョルダンの閉曲線定理が成立し、自己交差しない連続な閉曲線は平面を2つの領域に分けるという事実にあるので、トーラスや3次元の系で定理は成立しない。

## 前提とする主な定義

平面上のベクトル場の例。軌道は平面上でベクトルに沿った曲線を成す。

独立変数を t ∈ ℝ とし、従属変数を x = (x, y)T ∈ M ⊂ ℝ2 とする。未知関数 x(t) = (x(t), y(t))T に対して次のような一般的な自励的2元連立1階常微分方程式系を考える。
{\displaystyle {\boldsymbol {\dot {x}}}={\boldsymbol {f}}({\boldsymbol {x}}(t))}
または
{\displaystyle {\dot {x}}=f(x(t),\ y(t))}
{\displaystyle {\dot {y}}=g(x(t),\ y(t))}
ここで、ℝ は実数を、上付き ˙ は微分 d/dt を、右肩 T は転置を表す。独立変数 t は時間とみなし、時間の経過に連れて x の値も変わるという風に微分方程式の意味をとらえる。従属変数の定義域 M は ℝ2 の部分開集合で、M を相空間ともいう（M = ℝ2 全体としても定理は成立する）。f = (f, g)T は C1 級関数 f: M → ℝ2 とする。f は M 上にベクトル場を定める。
t = t0 に対して与えられる x の値 (x(t0), y(t0))T = x0 を初期値という。以下、簡単のために t0 = 0 で固定する。初期値 x0 を満たし、時間 t のときの x の値を返す写像 ϕ(t, x0): ℝ × M → M を微分方程式の定める流れや連続力学系という。f が C1 級であることから、上記の微分方程式系は解の存在と一意性を満たし、流れ ϕ(t, x0) は
1. ϕ(0, x0) = x0
2. 任意の t, s ∈ ℝについて ϕ(s, (ϕ(t, x0)) = ϕ(t+s, x0)

を満たす。
初期値 x0 を決めて、t を −∞ から ∞ まで動かしながら ϕ(t, x0) が返す値を相空間 M 上に描くと、それは M 上の一つの曲線となる。この曲線を x0 を通る軌道という。 x0 を通る軌道を O(x0) で表すとする。微分方程式の解の一意性により、ある x0 を通る O(x0) はただ一つだけに限られる。特に t が非負のときの軌道
{\displaystyle O_{+}({\boldsymbol {x}}_{0})=\left\{\phi (t,\ {\boldsymbol {x}}_{0})\mid 0\leq t<\infty \right\}}
を正の半軌道といい、O+ で表すとする。ϕ(t, x0) が C1 級であることから軌道は（以下の平衡点である場合を除いて）滑らかな曲線で、曲線上の各点の接ベクトルが微分方程式の f(x) に対応する。
初期値 x0 に対して f(x0) = 0 となる場合、微分方程式の解は定数となる。このときの軌道は O(x0) = {x0} となり、相空間上の1点である。このような f(x) = 0 を満たす x を平衡点という。
また、x0 に対して、ϕ(T, x0) = x0 かつ ϕ(t < T, x0) ≠ x0 を満たすような T > 0 が存在するとき、これを満たすときの x0 の軌道を周期軌道という。相空間上の周期軌道は、円のように自分自身と交わらない閉曲線となる。

周期軌道（リミットサイクル）とそれを極限集合とする点 x_{0} の例。時刻の列 で極限集合上のω極限点 y に収束する。

時間が無限大に発散するときの軌道 O(x0) の漸近的な振る舞いを調べるために、x0 の極限集合が重要となる。ある点 x0 ∈ M に対して時刻 t の列 t1, t2, … → ∞ を一つ適当に選ぶと
{\displaystyle \lim _{k\rightarrow \infty }\phi (t_{k},\ {\boldsymbol {x}})={\boldsymbol {y}}\in M}
となるとき、y を x0 のω極限点という。そして、x0 のω極限点全てから成る集合を x0 のω極限集合といい、ω(x0) で表すとする。時間を逆向き t1, t2, … → −∞ にした方はα極限集合といい、α(x0) で表すとする。ω極限集合またはα極限集合を総称して極限集合という。
O(x0) が平衡点または周期軌道ならば、ω(x0) と α(x0) はその O(x0) 自体と同じとなる。極限集合 ω(x0) または α(x0) が周期軌道で、それでいて x0 自体はそれら ω(x0) または α(x0) に含まれないとき、そのような極限集合をリミットサイクルという。リミットサイクルに対して、軌道は巻きつくようにして収束する。

## 定理の主張

同じ2次元多様体でも相空間が図のようにトーラスだとポアンカレ・ベンディクソンの定理は成立しない

ポアンカレ・ベンディクソンの定理とは、次のような主張である。
ポアンカレ・ベンディクソンの定理 ― 平面 ℝ2 上の  C1 級流れ ϕ(t, x) について、ある点 x ∈ ℝ2 の正の半軌道 O+(x) が有界のとき、x のω極限集合 ω(x) が平衡点を含まなければ、ω(x) は周期軌道である。
定理では O+(x) ではなく、ω(x) がコンパクトと仮定してもよい。また、ℝ2 ではなく、球面 𝕊2 や円筒 𝕊1 × ℝ1 上の流れと仮定してもよい。定理は x のα極限集合についても同様に成り立つ。すなわち、ω(x) または α(x) がコンパクトで平衡点を含まなければ、ω(x) または α(x) は周期軌道である。
ポアンカレ・ベンディクソンの定理は、相空間が平面、球面、円筒である流れ（ベクトル場）では成立するが、同じ2次元多様体でも トーラス 𝕋2 のような種数が正の曲面では成立しない。また、相空間が3次元以上でも成立しない。2次元ベクトル場が非自励系で与えられるときにも、実質的に相空間は3次元なので成立しない。定理が成立する根本的な理由は、ジョルダンの閉曲線定理として知られる、自己交差しない連続な閉曲線は平面を2つの領域に分けるという事実にあり、トーラスや3次元の相空間ではこれが成立しないため、ポアンカレ・ベンディクソンの定理もまた成立しない。
ポアンカレ・ベンディクソンの定理の主張を直感的に言い換えると、次のようにも説明できる。平面上の限られた領域内に軌道があって、軌道はそこから出て行かないとする。もし軌道が1点（平衡点）に落ち着かないとすると、軌道はその領域内を永久に動き続けなければならない。軌道の曲線が自己交差をせず、なおかつ滑らかであるような条件下において、平面上でそのようなことが可能なのは軌道が閉曲線（周期軌道）に落ち着く場合だけというのがポアンカレ・ベンディクソンの定理である。
もう一つポアンカレ・ベンディクソンの定理と呼ばれる別の形として、あるいは上の定理から導くことができる別の定理として、次の主張がある。
ポアンカレ・ベンディクソンの定理（別形） ― 有限個の平衡点しか持たない（平衡点が孤立している）平面 ℝ2 上の  C1 級ベクトル場 f について、ある点 x ∈ ℝ2 の正の半軌道 O+(x) が有界のとき、x のω極限集合 ω(x) は以下のいずれかである。
1. ω(x) は単一の平衡点
2. ω(x) は周期軌道
3. ω(x) は有限個の平衡点 p とそれらを繋ぐ軌道 γ から成る閉曲線で、軌道上の点 u ∈ γ は ω(u) = p および α(u) = p を満たす。

平衡点が有限個しか存在しないという仮定は平面上の理論を構成する上で必ずしも必要ではないが、議論を簡単にするために導入される。例えば  = 0,  = −y という系は、平衡点が y = 0 の直線上の全ての点として存在する。しかし、大抵の場合で扱われる微分方程式は平衡点が有限という条件を満たす。
定理の3番目の極限集合には、ヘテロクリニック軌道やホモクリニック軌道が相当する。大雑把に言うと、ヘテロクリニック軌道とはある2つの平衡点 a, b を繋ぐ曲線で、その上の点は t → ∞ で a に収束し、t → −∞ で b に収束する性質を持つ。ホモクリニック軌道とは1つの平衡点 a から出て a に戻る曲線で、その上の点は t → ∞ で a に収束し、t → −∞ でも a に収束する性質を持つ。
平面上の極限集合の例
- ω極限集合が単一の平衡点の場合[39]
- ω極限集合が周期軌道の場合[40]
- ω極限集合がヘテロクリニック軌道の場合[41]
- ω極限集合がホモクリニック軌道の場合[42]

図中の青と緑の曲線は適当な初期値から出発する軌道を示しており、黒の矢印は平面上のベクトルを示している

## 証明の概略

非平衡点 η と、近傍 U と横断線 Σ の構成

ポアンカレ・ベンディクソンの定理の証明は、平面の特性を活かして幾何学的なアプローチでなされる。以下では、主に (坂井 2015) に沿いながらおおまかな証明の概略を記す。
まず、平面に限らない ℝn 上の自励系ベクトル場で一般的に成り立つ極限集合の性質として以下のものがあり、これらはポアンカレ・ベンディクソンの定理の証明にも使われる：
1. ω(x) は不変集合[44]
2. ω(x) は閉集合[44]
3. O+(x) が有界ならば ω(x) は空集合ではない[45]
4. O+(x) が有界ならば ω(x) は連結集合[44]

ポアンカレ・ベンディクソンの定理の証明上の道具として、ポアンカレ写像の考え方が役立つ。定理の仮定のもとで、平面上の非平衡点 η ∈ ℝ2 に対して、η を通る直線 l を平面上に引く。η の近傍 U を取って、l との共通部分 U ∩ l でできる線分を Σ とする。このとき、Σ 上の任意の点も非平衡点であるようにでき、さらに、Σ を通る任意の軌道は Σ に接することなく Σ を通り過ぎるようにできる。このような Σ は横断線や切断線と呼ばれる（Σ は弧でもよく、その場合は横断弧などと呼ばれる）。また、U に含まれる η の近傍 V ⊂ U を十分小さくとれば、V 上の任意の点から出発する軌道はある有限時間後に Σ を通過するようにできる。
次に、ある点 x の極限集合 ω(x) を考える。ω(x) は定理の仮定のように平衡点を含まないとし、その上のある非平衡点 η ∈ ω(x) について上のような横断線 Σ を引く。また、x から出発する軌道 O+(x) がもし周期軌道ならば、O+(x) = ω(x) となり、明らかに定理が成り立つ。よって以下では O+(x) は周期軌道ではないとする。

線分 ζ_{1}ζ_{2} と γ で閉曲線が構成され、この閉曲線の外側 G_{o} と内側 G_{i} に平面は二分される。線分 ζ_{1}ζ_{2} を通過する軌道は G_{i} から G_{o} へ向かうか、G_{o} から G_{i} へ向かうかのいずれかとなる。図は G_{i} から G_{o} へ向かうパターンを示す。

この η は極限点なので、その定義より η に収束する無限点列が選び出せる。よって、O+(x) は U を無限回通過し、Σ を通過した後には再び U に戻って来て Σ を通過しなければならない。O+(x) が Σ を通過するときの1つの交点を  ζ1 とし、次に Σ を通過する交点を ζ2 とする。このとき、平面上には線分 ζ1ζ2 と O+(x) に沿って ζ1 から ζ2 まで引かれる弧 γ で構成される閉曲線ができる。この閉曲線を Γ とする。ジョルダンの閉曲線定理からℝ2 は Γ の内側の領域 Gi と Γ の外側の領域 Go に分けられる。上述のように、この定理が平面では成立するという点が、ポアンカレ・ベンディクソンの定理の成立の本質的理由といえる。
Σ の性質より、線分 ζ1ζ2 を通過する軌道は全て Gi から Go へ向かうか、全て Go から Gi へ向かうかのどちらかとなる。また、微分方程式の解の一意性から γ を横切る軌道は存在しない。どちらの場合でも同じように議論できるが、以下では線分 ζ1ζ2 を通過する軌道は Go から Gi へ向かうとする。すると、全ての t > 0 について ϕ(t, ζ2) ∈ Gi である。よって、ζ2 の次に O+(x) が Σ に交わる交点を ζ3 とすれば、ζ3 は ζ2 を境にしてζ1 の反対側に存在する。一般化すると、これは tn−1 < tn < tn+1 であれば、Σ 上で ϕ(tn, x) は常に ϕ(tn−1, x) と ϕ(tn+1, x) の間にあることを意味し、このことを点列が Σ に沿って単調と言ったり、単調点列で Σ に交わると言ったりする。この単調点列の結論として、一般的に ω(x) と Σ との交点は η ∈ ω(x) のみであることが補題として証明される。主張の逆を取って η1 ≠ η2 かつ η1, η2 ∈ ω(x) という2点の存在を仮定すると、単調点列との矛盾が導かれ、背理法により主張が正しいことが確かめられる。
次に、ω(x) 上の任意の点 η の極限集合 ω(η) が ω(x)と一致することを証明する。これも背理法で考える。主張の逆が成立すると、差集合 ω(x) ∖ ω(η) が存在することになる。この前提と、極限集合は閉で有界な軌道の極限集合は連結である性質を利用して議論すると、ω(x) 上のある点で横断線と複数交わるという、上記の補題と矛盾した結論が得られる。
最後に、η から出発する軌道 O+(η) が周期軌道であることを証明する。η ∈ ω(x) = ω(η) であるので、O+(η) はある無限点列  で η 自身に収束する。η の近傍 V に含まれる点列上の1点 ϕ(tk, η) をとると、ある時間 τk 経過後に Σ を通過する。よって、ϕ(tk + τk, η) が Σ と交わるわけだが、極限集合は不変であるという性質から ϕ(tk + τk, η) は O+(η) 上の点であると同時に ω(x) の上の点でもある。上記の補題より Σ 上でω(x) と交わるのは1点でなければならないので、ϕ(tk + τk, η) = η が満たされるので、O(η) は tk + τk を周期とする周期軌道である。よって O(η) = ω(η) = ω(x) は周期軌道である。（証明終わり）

## 適用
平面上の自励系常微分方程式系ないし連続力学系を解析するための強力な道具となるのが、ポアンカレ・ベンディクソンの定理である。定理は、相空間が平面の場合に解ないし軌道が極限的に落ち着く先は、本質的に平衡点か周期軌道に限定されることを意味する。しかし一般的に、平衡点を見つけることに比べ、周期軌道を見つけることは難しい。ポアンカレ・ベンディクソンの定理は、与えられた系に周期軌道の存在することを示すことができる数少ない手法の一つである。
ポアンカレ・ベンディクソンの定理を使いやすく言い換えると、有界閉な領域 K 内に任意の軌道 O+(x), x ∈ K が閉じ込められる（領域が正不変である）とき、K 内に平衡点が存在しなければ、K 内には周期軌道が存在する、という系が成り立つ。さらに言うと、このような K 内の軌道は、それ自体が周期軌道であるか、リミットサイクルに収束する軌道であるか、どちらかになる。また、もう一つの重要な系は、ある周期軌道で囲まれた領域の内部には平衡点が少なくとも1つ含まれることである。

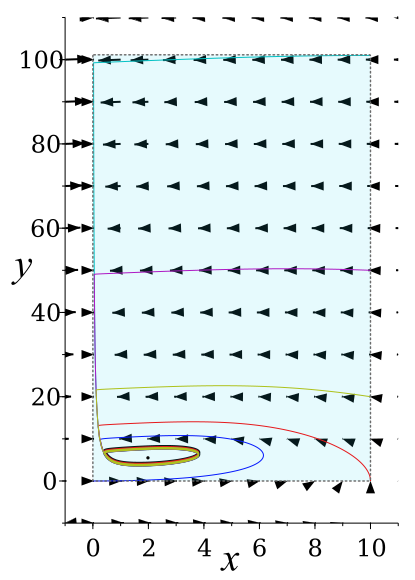
例示の微分方程式系のベクトル場。青い範囲の境界上では任意のベクトルが内向きまたは境界に接する。色付きの曲線は軌道で、周期軌道（黒い太線）に巻きつく。

具体的な系にポアンカレ・ベンディクソンの定理を適用するには、境界上のどの点でもベクトルが内側向きとなっている領域を平面上でうまく構成（特定）する必要がある。領域に内部にある平衡点も領域から適当にくりぬく必要がある。(千葉 2021) による適用の具体例として以下のような微分方程式系がある。
{\displaystyle {\dot {x}}=10-x-{\frac {4xy}{1+x^{2}}}}
{\displaystyle {\dot {y}}=x\left(1-{\frac {y}{1+x^{2}}}\right)}
計算より、この系の平衡点は xy-平面上に (x, y) = (2, 5) に唯一存在し、かつ渦状点である。この平衡点を覆うよう十分小さな円 D1 を考えれば、その円の境界の任意の点は外向きのベクトルを持つ。また考察により、 0 ≤ x ≤ 10, 0 ≤ y ≤ 101 という範囲の四角形 D2 の境界は、内向きまた境界に接するベクトルを持っていることがわかる。よって、四角形から小さな円を切り抜いた領域 D = D2 ∖ D1 にはポアンカレ・ベンディクソンの定理より周期軌道が存在することが言える。
ポアンカレ・ベンディクソンの定理のもう一つの帰結は、平面では平衡点または周期軌道に収束する振る舞いに限定され、それら以上に複雑な振る舞いは起こらないという点である。よって、平面上の連続力学系ではストレンジアトラクター（カオス）と呼ばれる非周期的な運動の極限集合は存在しえない。連続力学系では、カオスは3次元以上の相空間を持つ系で起こる。また、相空間がトーラス 𝕋2 のときも、トーラス全体を軌道が稠密に覆う新しい種類の極限集合が存在する。

## 一般化・拡張
ポアンカレ・ベンディクソンの定理の一般化・拡張と見なせるような結果は多い。以下は主に (Ciesielski 2012) に基づく。
相空間 M が平面や球面以外のケースでは次のような結果がある。空ではない閉不変集合 S に含まれる部分集合で、閉不変集合の性質を持つのが空集合と S 自身のみであるとき、S を極小集合という。トーラス 𝕋2 上の C2 級自励系微分方程式が定める流れについて、この流れの極小集合は平衡点、周期軌道、𝕋2 全体のいずれかであることが知られている。さらに M を C2 級コンパクト連結2次元多様体と仮定すると、流れの極小集合は、M ≠ 𝕋2 のときは平衡点または周期軌道、M = 𝕋2 のときは平衡点、周期軌道、𝕋2 全体のいずれか、と一般化できる。
M がクラインの壺 𝕂 の場合は次のような結果が知られている。非平衡点 x について ϕ(T, x) = x を満たす T > 0 が存在するとき x  を周期点という。𝕂 上の流れでは、ある点 x がそれ自身の極限集合に属するとき（すなわち x ∈ ω(x) または x ∈ α(x)）、x は平衡点または周期点である。
M が高次元の場合への拡張もいくつか調べられている。しかし、ℝ3 の境界上の全てのベクトルが内側を向いているような有界領域に平衡点または周期軌道のいずれかが必ず存在するか、といったような疑問は未決である。
一般化の方向性として、ポアンカレ・ベンディクソンの定理を時間 T が正の向きのみに限られるような力学系、すなわち T = ℝ+ = [0, ∞) で定義される流れ ϕ(t, x0): ℝ+ × M → M で考えることもある。このような ϕ は半流や半力学系と呼ばれ、過去の方向に解けない非可逆過程を記述する非線形偏微分方程式で重要となる。ポアンカレ・ベンディクソンの定理の証明過程では T = ℝ = (−∞, ∞) で解が一意に存在することが前提としており、半流の場合への拡張は単純にはいかない。横断線（横断弧）の半流用の拡張や、ℝ2 または 𝕊2 上の半流について x ∈ ω(x) ならば x は平衡点または周期点であることの証明などが得られている。
ポアンカレとベンディクソンの議論では極限集合が平衡点を無限に含む場合を想定していなかったが、平衡点を無限に含む極限集合についてポアンカレ・ベンディクソンの定理を一般化することも調べられている。平衡点が ω(x) の連結成分として含まれる場合、ω(x) に含まれる平衡点ではない軌道の数は高々可算無限個で、なおかつ任意の非平衡点 η ∈ ω(x) に対して ω(η) と α(η) は ω(x) 上の平衡点の連結成分のどれかに含まれることなどが分かっている。
最後に、ポアンカレ・ベンディクソンの定理の（古典的な）証明では微分方程式で定まる流れ ϕ を前提としていたが、オトマル・ハイエク (Otomar Hájek) がこの定理の成立に微分可能性の仮定が不要であることを示している。定理の証明で重要な役目を担った横断線（横断弧）については、まずハスラー・ホイットニー (Hassler Whitney) とミハイル・ベブートフ (Mikhail Valer'evich Bebutov) が微分可能性不要で距離空間上の任意の非平衡点で局所横断面が構成できること（ホイットニー・ベブートフの定理）を示した。そしてハイエクが2次元多様体上の局所横断面はジョルダン弧または単純閉曲線のいずれかであることが示し、微分可能性を仮定しない流れにもとづくポアンカレ・ベンディクソンの定理の証明を与えた。

## 歴史

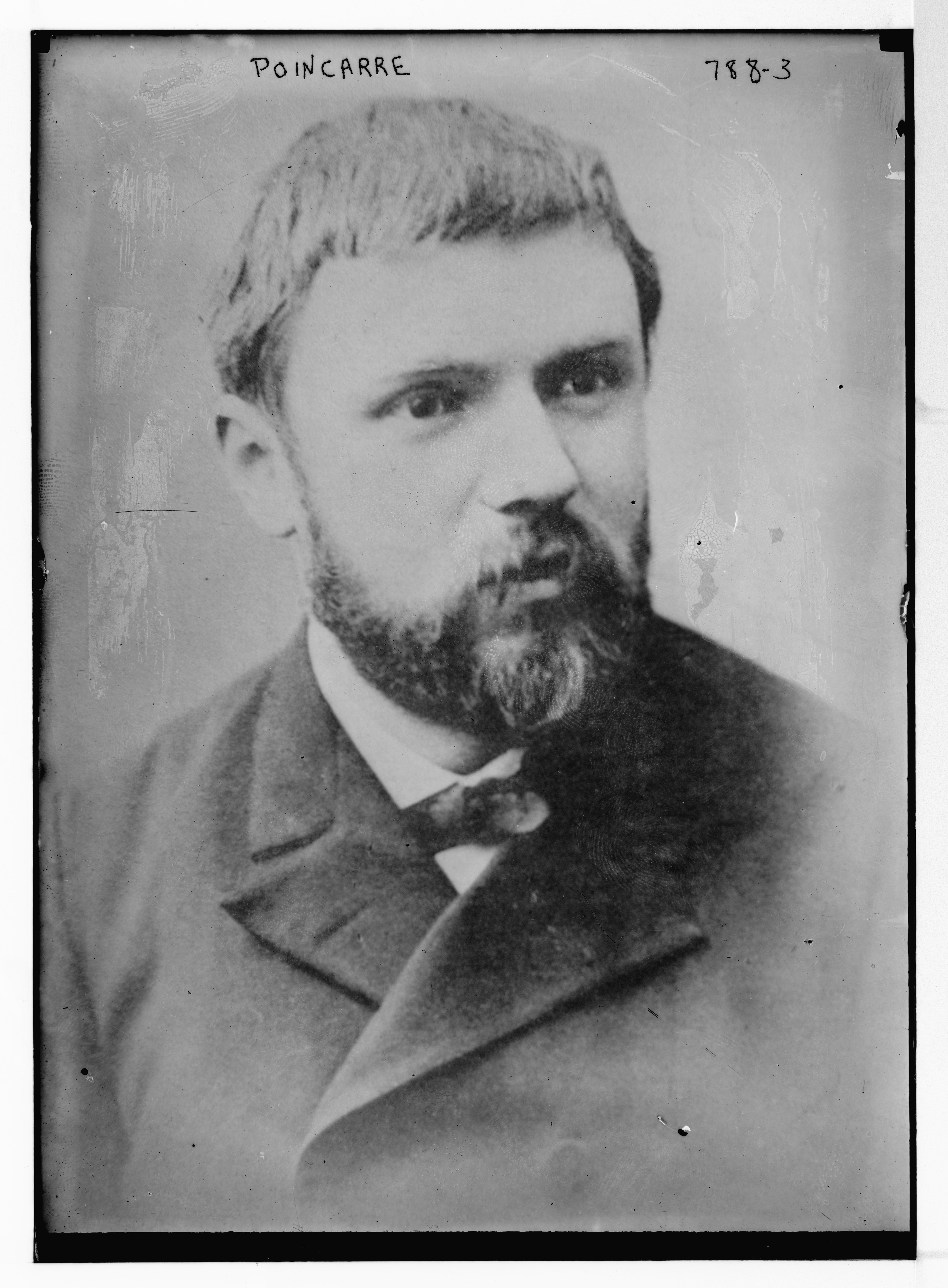
アンリ・ポアンカレ（1854-1912）

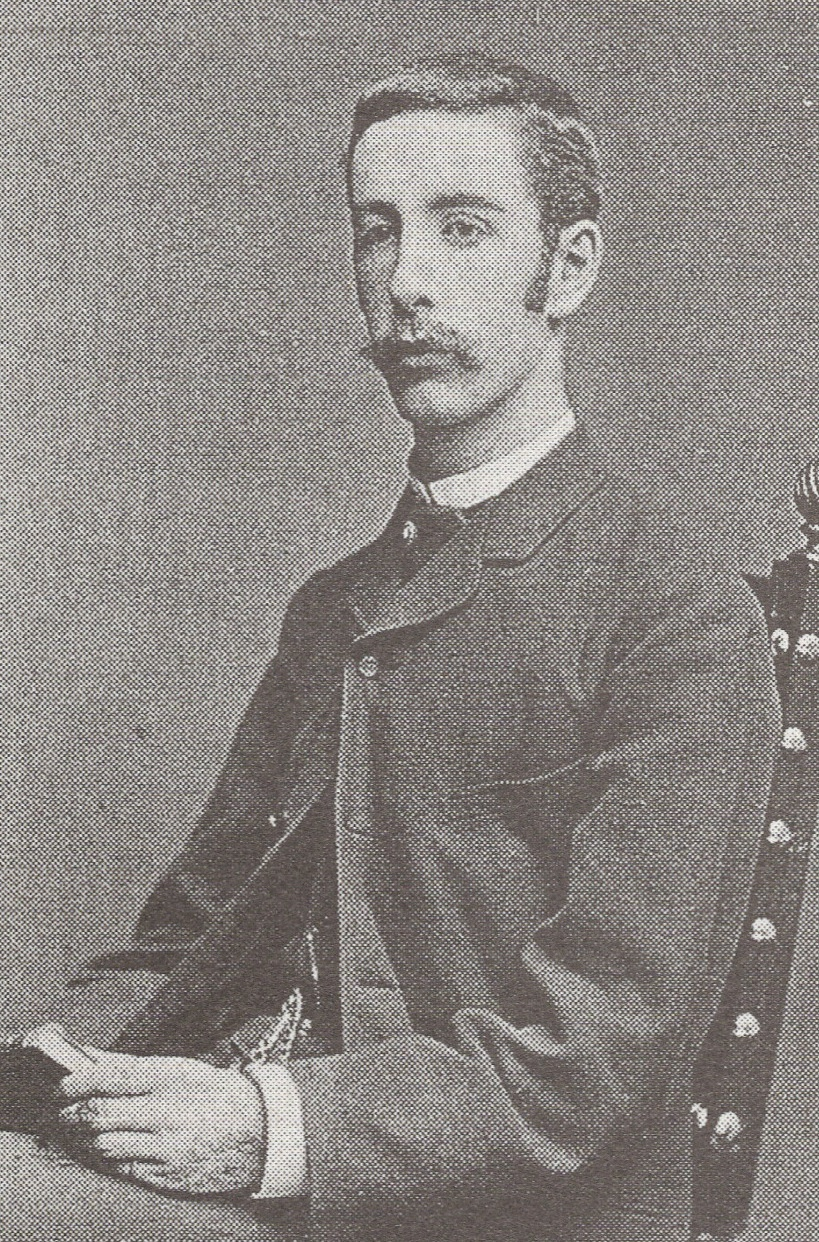
イーヴァル・オット・ベンディクソン（1861-1935）

ポアンカレ・ベンディクソンの定理は、フランスの数学者アンリ・ポアンカレ (Henri Poincaré) とスウェーデンの数学者イーヴァル・オット・ベンディクソン (Ivar Otto Bendixson) によって定式化・証明された。1881年から1886年にかけて、ポアンカレは次のような四つの論文を発表した。
- "Mémoire sur les courbes définies par une équation différentielle (1ère partie)" Journal de mathématiques pures et appliquées (1881) [87]
- "Mémoire sur les courbes définies par une équation différentielle (2nde partie)" Journal de mathématiques pures et appliquées (1882) [88]
- "Sur les courbes définies par les équations différentielles (3ème partie)" Journal de mathématiques pures et appliquées (1885) [89]
- "Sur les courbes définies par les équations différentielles" Journal de mathématiques pures et appliquées (1886) [90]

題名はいずれも「微分方程式によって定義される曲線について」の意で、これらの論文の中でポアンカレは求積法で解けないような常微分方程式系に対してどのように取り組むべきかについて、常微分方程式の定性的理論という新しい研究方法を導入した。ポアンカレは微分方程式の軌道を調べるために位相的な手法・考察を用いてみせ、ポアンカレ・ベンディクソンの定理の最初の形もこれら論文の中で発表された。この論文は力学系理論の出発点としてしばしば引用される。定理に関連するところでは横断弧、ポアンカレ写像、リミットサイクルといった概念もこの論文で導入されている。
その後1901年にベンディクソンは、 ポアンカレ・ベンディクソンの定理も含む平面上の微分方程式系に関する論文
- "Sur les courbes définies par des équations différentielles" Acta Math (1901) [96]

を発表した。論文の題名は冠詞が異なるだけでポアンカレの論文とほぼ同名であり、論文の最初にベンディクソンはこの研究はポアンカレの仕事の続きだと位置づけている。
ポアンカレの論文ではベクトル場を与える f(x) を多項式に限定して理論を展開していたが、ベンディクソンの論文はより一般的な平面上の自励的微分方程式系について調べている。ポアンカレ・ベンディクソンの定理の最初の証明を与えたのはポアンカレであったが、より弱い仮定の元でより厳密な証明を与えたのはベンディクソンであった。また、ポアンカレの論文ではまだ解析的手法の色合いが比較的強く残っていたが、ベンディクソンの論文では位相的・幾何学的側面がより一層強調されている。
ベンディクソンの論文は特にポアンカレ・ベンディクソンの定理によって広く知られているが、他にも平面上の微分方程式系に関するより高度な内容も含んでいる。平面上の力学系の研究は、ポアンカレとベンディクソンの二人によっておおかた完成されたともいわれる。2元連立1階自励系常微分方程式で定義された平面上の力学系の漸近的挙動を考察する理論を指して、今ではポアンカレ・ベンディクソンの理論とも呼ぶこともある。
ポアンカレの死後に彼の定性的理論を発展させたのが米国の数学者ジョージ・バーコフ (George Birkhoff) で、バーコフは自身の研究をまとめた "Dynamical Systems"（力学系）という題のモノグラフを1927年に刊行した。ポアンカレ・ベンディクソンの定理でも用いられている極限集合も、この著書の中で記された。ポアンカレとベンディクソンの論文でも極限集合のような概念は現れていたが、明確な定義を与えて力学系理論に導入したのはバーコフであった。
バーコフ以降、現在に至るまでに、定理に関係する結果は多数に上る。研究の方向性は、解の振る舞いをより正確に記述したり、新しい現象を捉えたり、より広いクラスへ一般化したりと、多岐にわたる。定理の証明も、様々なアプローチのものが報告されている。ポアンカレ・ベンディクソンの定理は、現在的な数学にも未だ影響を与えている存在だといえる。